# 스토레벨트 다리
스토레벨트 다리(덴마크어: Storebæltsforbindelsen)는 덴마크의 셸란섬과 퓐섬을 잇는 다리이다. 셸란섬과 스프로괴섬 사이는 도로 현수교와 철도 터널, 스프로괴섬과 퓐섬 사이는 박스 거더교가 설치되어 있다. 덴마크어 Storebæltsbroen은 현수교 부분만을 가리키지만, 때때로 전체 구간을 가리키기도 한다. 동부 현수교는 세계에서 세 번째로 경간이 긴 다리이며, 아시아를 제외하면 제일 길다. 덴마크 디자인 회사 디싱 + 베이틀링에서 디자인하였다.
과거 다리가 설치되기 전에는 페리를 통하여 해협을 건넜다. 약 50년간의 토의 끝에 1986년 공사를 시작하기로 결정하였다. 건설 계획은 도로 다리보다 철도 다리를 3년 먼저 개통하려고 하였으나, 철도 교통은 1997년, 도로 교통은 1998년 개통되었다. 1988년 예상 가격은 214억 덴마크 크로네였다. 다리 건설은 덴마크 역사 상 가장 큰 공사였다.
유지 관리 작업은 A/S Storebælt에서 담당한다. 이 비용은 차량 및 열차 통행료로 충당한다. 과거 페리로 스토레벨트 해협을 건널 때에는 약 1시간이 소요되었으나, 다리를 사용하면 10분 안으로 건넌 수 있다. 스토레벨트 대교와 외레순 대교가 모두 건설된 이후에는 유럽 본토에서 덴마크를 통하여 스칸디나비아로 갈 수 있게 되었다. 이는 과거의 핀란드를 통한 육로보다 더 빠르다. 자전거로는 다리를 통행할 수 없으며, 열차나 버스에 실어야 한다.

## 역사
1883년 해안 도시 코르쇠르와 뉘보르 사이를 다니는 페리가 운행하기 시작하면서, 양쪽의 철도 노선이 이어졌다. 1957년 도로 교통은 약 1.5 km 북쪽에 있는 할스코브-크누스호베드로 이동하였으며, 현재의 다리와 비슷한 경로를 운행한다. 건설 초기 계획은 1850년대부터 나왔으며, 세부 사항은 시간이 지나면서 알려졌다. 페리를 관리하는 DSB는 1934년에 다리 건설 계획을 제시하였다. 1948년 덴마크 공공재 관리부(현재 교통부)에서는 타당성 조사를 시작하였다.
다리 건설을 위한 첫 법안은 1973년에 통과되었으나, 1978년 우파 정권이 공공 예산 지출을 중단하면서 연기되었다. 1986년 다시 착공하기로 합의하였으며, 건설 법안은 1987년에 통과되었다. 디자인은 디싱+베이틀링에서 담당하였고, COWI A/S에서 기술적인 부분을 맡았다.
1988년 착공하였다. 1991년 핀란드는 자국에서 생산한 이동형 해안 굴착 장비가 다리 밑으로 지날 수 없다는 이유로 덴마크를 국제사법재판소에 제소하였다. 이후 협상 끝에 9천만 크로네를 보상받았으며, 핀란드는 소송을 취하하였다.

## 건설
스토레벨트 해협을 가로지르는 교량 터널 공사는 덴마크 역사 상 가장 큰 건축 작업이었다. 셸란섬과 퓐섬을 잇기 위하여 복선 철도와 4차선 도로를 건설하기로 하였고, 중간의 작은 스프로괴섬을 통과하도록 하였다. 전체 건설 계획은 동부 도로 교량 및 철도 터널, 서부 도로 철도 병용교로 나뉜다. 건설 공사는 스칸스카, 호흐티에프, 호이에고르드 & 슐츠 (서부 교량 건설) 및 몬베르그 & 토르센 (스토레벨트 해협 지하 건설)의 컨소시엄 순드링크에서 담당하였다. 인양 및 배치 공사는 발라스트 네담 사의 부동 크레인을 사용하였다.

### 동부 교량
동부 교량은 1991년부터 1998년까지 건설되었다. 총 6790m 길이의 도로 현수교로, 현수교 구간의 경간은 1624m이다. 전 세계에서 경간이 세 번째로 긴 현수교이다. 건설 당시에는 세계에서 가장 경간이 길 것으로 예상하였으나, 아카시 해협 대교가 2개월 먼저 개통하면서 2위가 되었다. 선박의 높이 산계는 65m이며, 크루즈 선박도 문제 없이 운항 가능하다.
동부 교량의 두 교각은 해발 254m 높이로 덴마크에서 가장 높은 인공 건조물이다. 주 케이블에 장력을 주기 위해서 앵커 구조물이 교량 데크 아래에 설치되어 있다. 셸란섬 쪽 12개, 스프로괴섬 7개로 총 19개의 콘크리트 기둥이 설치되어 있으며, 각각 193m씩 떨어져 있다. 이 콘크리트 기둥은 현수교 이외 구간에서 다리 하중을 지탱한다.

### 서부 교량
서부 교량(Vestbroen)은 박스 거더교로 건설되었다. 총 길이는 6611m이며, 선박 통행 제한은 18m이다. 두 별개의 다리로 건설되었다. 북부 교량은 철도, 남부 교량은 도로 교통을 담당한다. 두 다리의 교각은 해안 지반에 같이 건설되어 있다. 서부 교량은 1988년부터 1994년까지 건설되었으며, 철도/도로 데크는 62개의 기둥으로 지탱되어 있다.

### 터널
동부 터널(Østtunnelen)은 단선 쌍굴 터널로 각각 길이는 8024m이다. 두 주 터널 사이로 250m 간격으로 31개의 연결 터널이 건설되어 있다. 연결 터널은 비상 대피로로 사용된다. 터널 공사 당시에 해안 지반을 굴착하다가 터널이 침수되어서, 반대쪽 터널도 영향을 받았다. 터널 굴착기 4대 중 2대가 파손되었으나, 부상자는 없었다. 해안 지반을 점토로 덮어서 터널을 건조시켰다. 파손된 2대의 굴착기를 수리하는 동안 스프로괴섬 쪽에서 터널 공사가 진행되었다. 셸란섬 쪽의 터널 굴착기는 공사가 잘 진행되지 않았고, 1994년 6월 발생한 화재로 인하여 스프로괴섬 쪽에서 전체 터널을 굴착하였다.

## 교통 영향
교량터널이 개통되기 전에는 일일 8000대의 차량이 페리를 사용하여 해협을 건너다녔다. 2008년 당시에는 일일 30200대의 차량이 해협을 건너다녔다. 교통량 증가 원인은 일반적인 수요 증가, 다른 페리 및 항공 교통량 분산, 쉬운 절차로 인한 유도된 수요이다.
교량터널로 인하여 동부 및 서부 덴마크를 이동하는 시간과 비용이 줄어들었다. 페리 운행 시 차량 이동에 걸리는 시간은 항구 대기 시간 포함 90분이었다. 주말 및 공휴일에는 시간이 덜 걸렸다. 스토레벨트 대교 개통 이후 10~15분으로 감소하였다. 철도 교통도 시간이 비슷하게 줄어들었고, 페리 제한이 없어졌기 때문에 더 긴 열차를 편성할 수 있게 되었다. 스토레벨트 대교 개통 이후 해협을 건너는 좌석 공급량은 11060석에서 37490석으로 증가하였다. 주말에는 40000석 이상이 공급된다.
최단 소요 시간은 다음과 같다:
- 코펜하겐-오덴세 1시간 15분
- 코펜하겐-오르후스 2시간 30분
- 코펜하겐-올보르 3시간 55분
- 코펜하겐-에스비에르 2시간 25분

코펜하겐-오덴세 및 코펜하겐-에스비에르 간 항공편은 이후 폐선되었고, 오르후스간 교통편에서 철도가 큰 비중을 차지하게 되었다. 국제 교통으로 보았을 때에는 유럽 대륙과 스칸디나비아 반도로 갈 수 있는 길이 열려서, 아일랜드, 몰타, 키프로스 및 기타 섬을 제외한 유럽 연합이 연결되는 효과가 생겼다. 특히 스웨덴에서 독일로 가는 화물 열차 운행이 가능해졌다. 코펜하겐과 독일을 연결하는 야간 열차는 길이 때문에 스토레벨트 해협을 건너며, 주간 코펜하겐-함부르크 열차는 짧은 디젤 동차를 사용하여 페마른벨트 해협 페리를 경유한다.

### 통행료

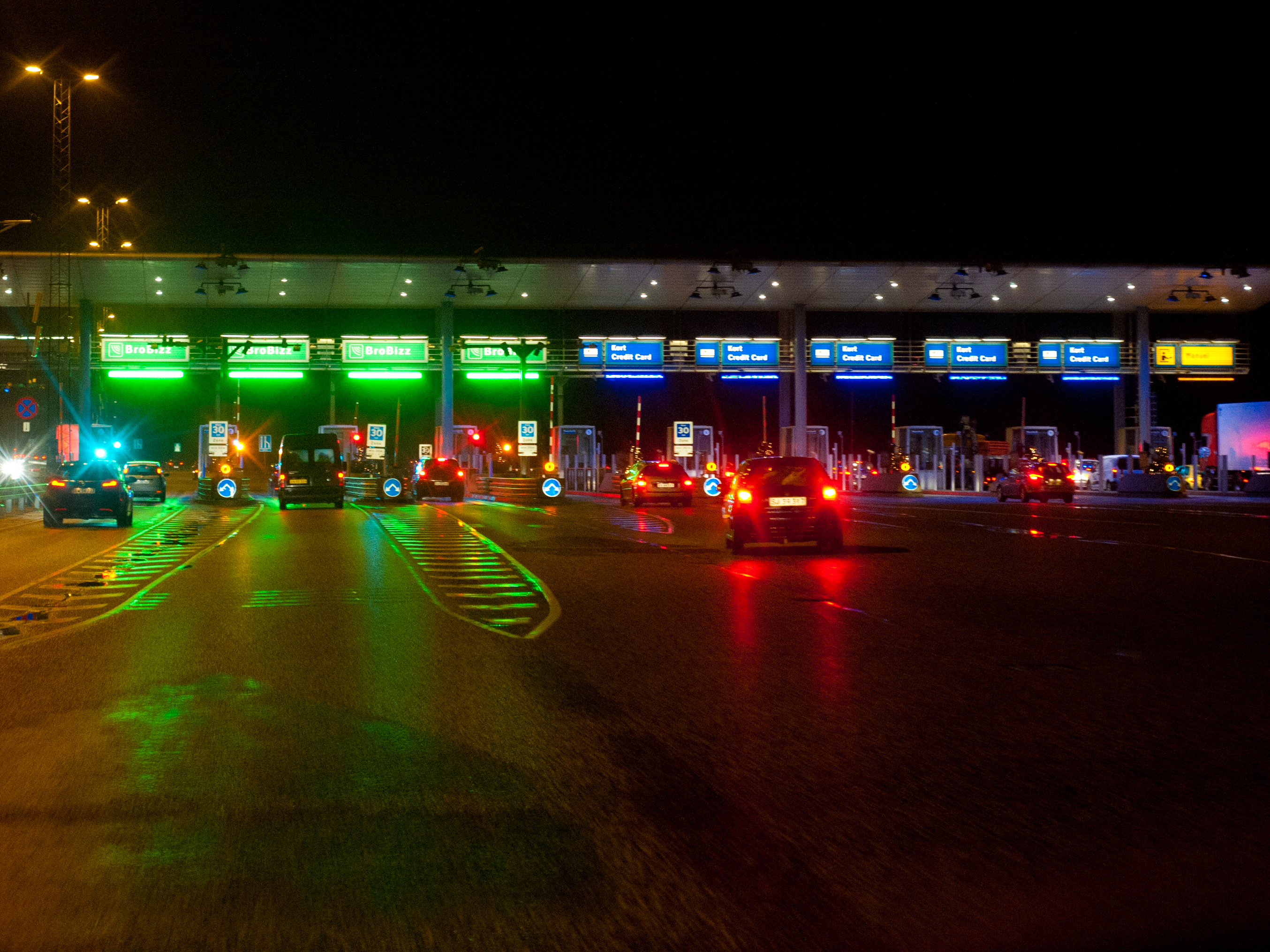
야간의 요금소, 녹색 부스는 전자 통행권, 파란색 부스는 신용카드, 노란색 부스는 현금 부스이다. 각각 통행 방식의 수요에 따라서 부스는 자동으로 변한다.

2011년 기준 통행료는 다음과 같다:
| 차량                                                              | 편도           | 당일 왕복 | 통근                                                       |
| ----------------------------------------------------------------- | -------------- | --------- | ---------------------------------------------------------- |
| 일반 차량                                                         | 220 DKK/31 EUR | 다양함    | 전자 통행권 BroBizz로 결제 가능, 개인 차량의 경우 5% 할인  |
| 오토바이                                                          | 115 DKK        | —         | 단일 오토바이만 해당. 트레일러 포함 시 일반 차량 요금 징수 |
| 밴, 6–10 m                                                        | 335 DKK        | N/A       | —                                                          |
| 관광 버스, 10–20 m                                                | 1050 DKK       | N/A       | —                                                          |
| 해협을 건너는 가장 짧은 구간인 뉘보르-코르쇠르 간 열차와 비교 시: |                |           |                                                            |
| 열차                                                              | 89 DKK         | 178 DKK   | 1380 DKK/30일                                              |

## 환경 영향

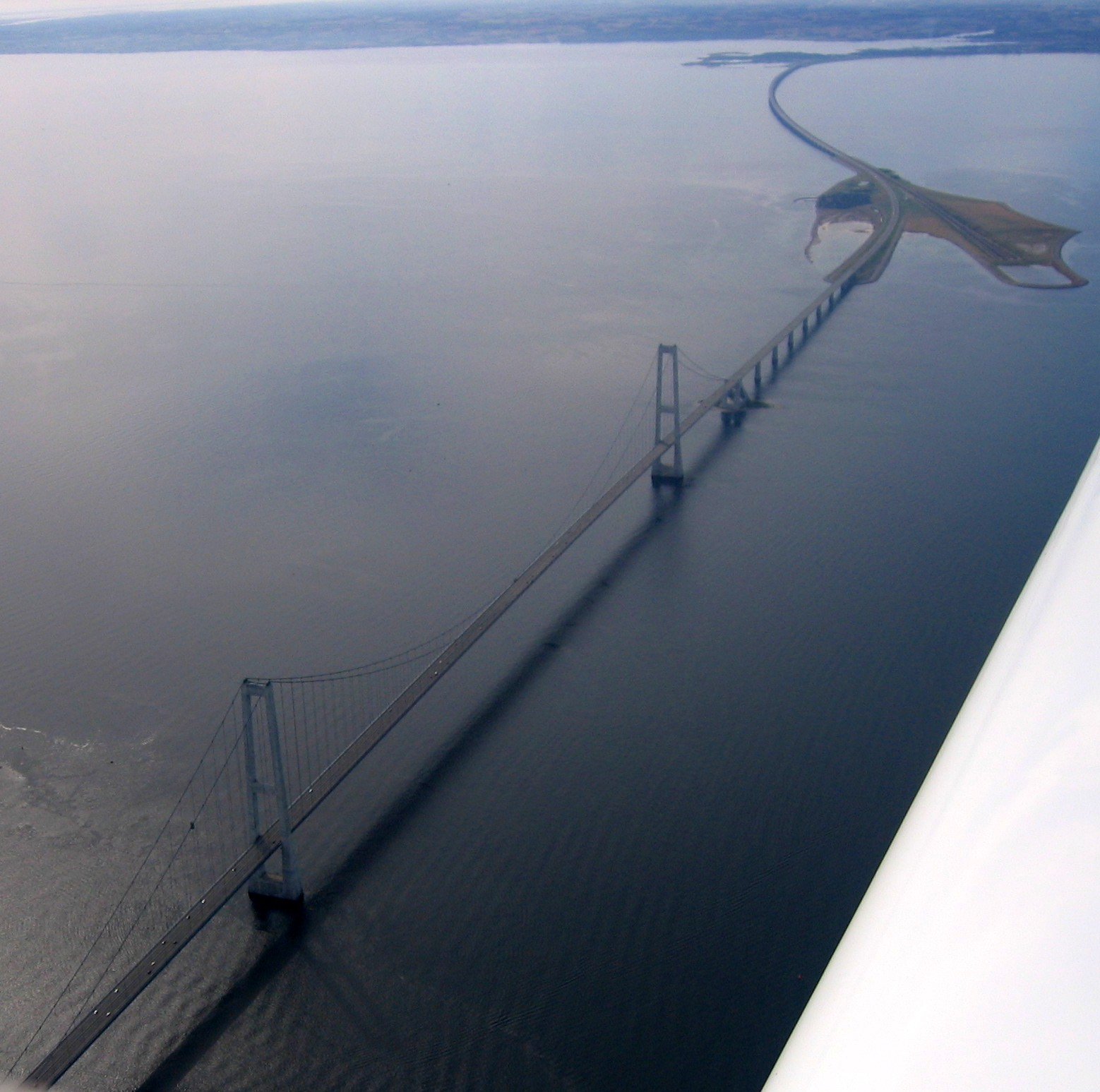
위에서 내려다 본 동부 교량

스토레벨트 해협 횡단 교량 건설 당시부터 환경 문제는 건설 공사의 중요한 부분이었다. 1988년 건설 초기부터 환경 관찰을 시작하였고, 1997년 첫 보고서에 따르면 해양 생태계에 큰 영향을 주지 않았다고 하였다. 유량의 차이가 발생하지 않도록 하기 위해서 스토레벨트 해협에 해저 구조물을 건설할 때마다 같은 부피를 파내서 총 유량의 차이가 없도록 하였다. 교각과 유도로로 인한 해수 흐름 차단을 예방하였다. 조사 보고서의 결론은 해수 흐름 또한 건설 이전과 큰 차이가 없음을 밝혔다.
도로 교통량이 증가하면서 대기 오염이라고 볼 수도 있으나, 페리 및 항공 운행을 중단하면서 줄어든 에너지 소모가 더 많았다. 특히 에너지 소모의 감소 효과는 해협 주변만을 운행할 때 더 드러나며, 덴마크 국경 내에서 이동할 때에도 충분한 감소 효과가 드러났다.
2009년 3MW급 풍력 발전기 7개가 설치되어 교량터널에 사용되는 에너지를 보조하고 있다. 발전기가 설치된 높이는 현수교의 도로 교량 부분 높이와 비슷하다. 이 프로젝트는 2009년 12월 코펜하겐 기후 회담에서 해풍을 사용하는 예시로 소개되었다.

## 사고
건설 기간 중 479건의 산업 재해가 보고되었으며, 이 중 부상 및 사망을 동반한 사고는 53건이다. 건설 공사 중 최소한 7명이 사망하였다.
서부 교량은 해상 선박과 두 번 충돌하였다. 1993년 9월 14일 공사 중이었을 때 M/F 롬쇠 호가 기상 악화로 항로를 이탈하였고 서부 교량과 충돌하였다. 2005년 3월 3일 오후 7시 17분 3500톤급 화물선 M/V 카렌 다니엘센 호가 퓐섬 800m 주변에서 서부 교량과 충돌하였다. 즉시 다리 통행이 제한되었으며, 자정 이후에 선박을 끌어내고 안전에 문제가 없음이 확인된 후 통행이 재개되었다.
동부 교량에는 현재까지 보고된 사고가 없었다. 2001년 5월 16일 캄보디아 선적 27000톤급 벌크 화물선 벨라 호가 동부 교량의 교각을 향해 가고 있었다. 덴마크 해군의 지시로 항로가 변경되었고, 이 과정에서 10분간 교량 이용이 통제되었다.
2006년 6월 5일 오후 9시 30분경 동부 방면 터널에서 작업 차량이 전소되었다. 차량 승무원 3명은 반대쪽 터널로 탈출하였다. 자정 직전에 화재가 진화되었고, 다음 날 작업 차량이 견인되었다. 6월 6일 제한 속도가 걸린 채로 운행이 재개되었고, 6월 12일 완전히 재개되었다.

## 사진

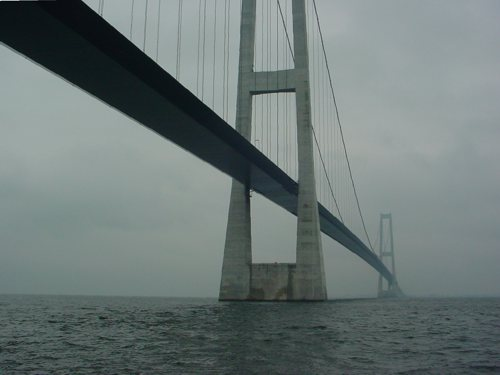
아래쪽에서 바라본 동부 교량
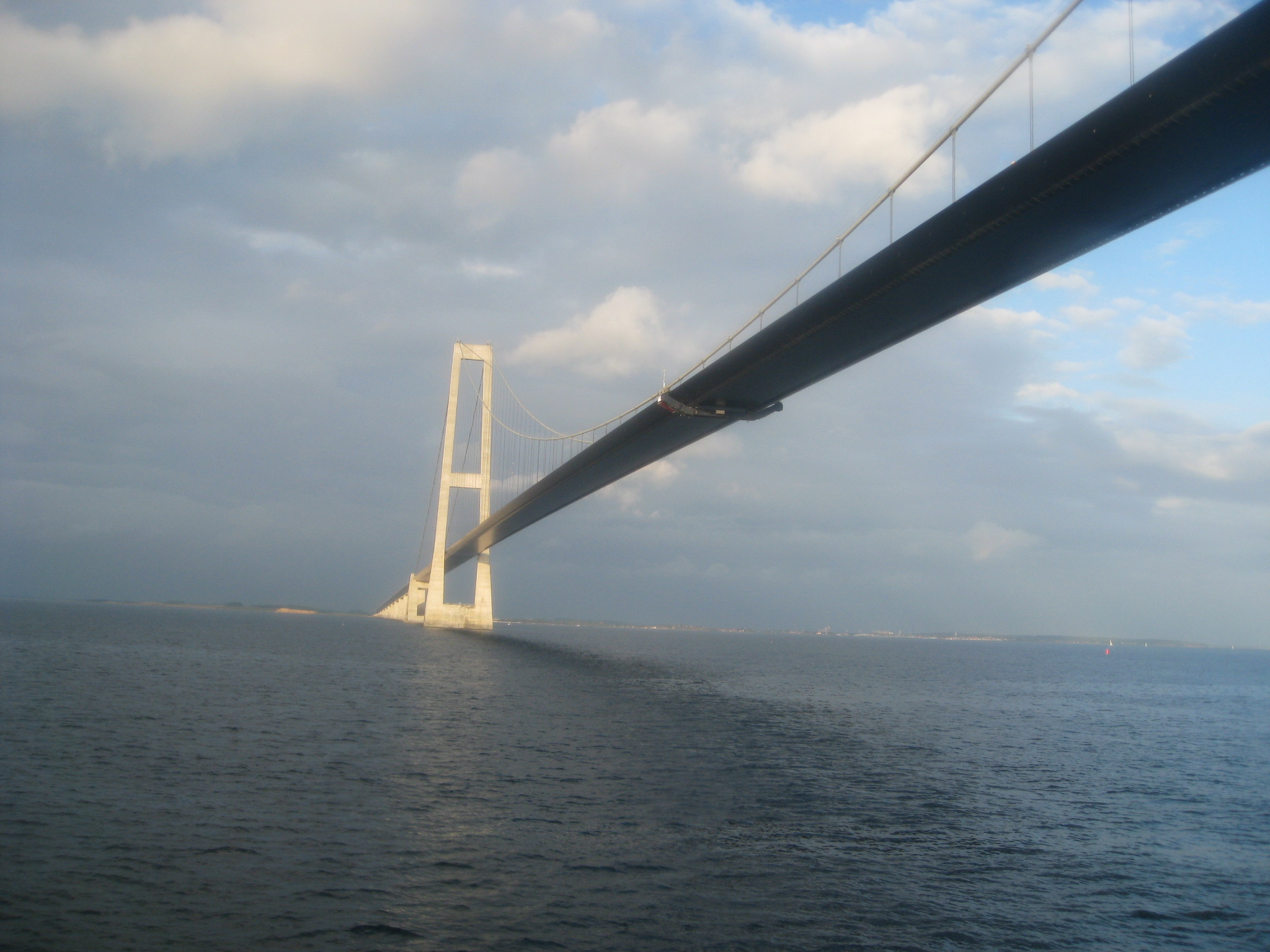
남동쪽에서 바라본 동부 교량
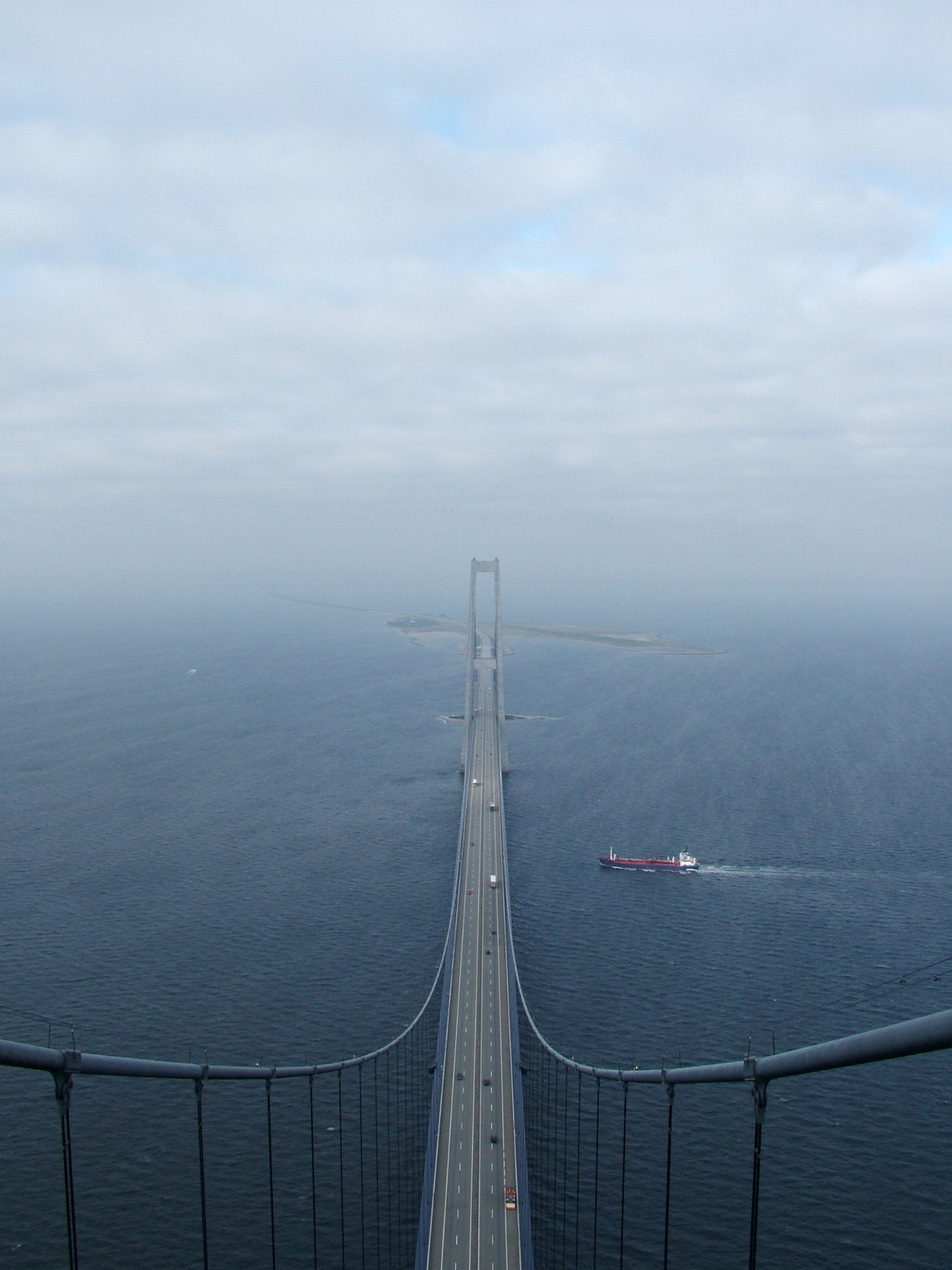
동부 교각 위에서 내려다본 동부 교량
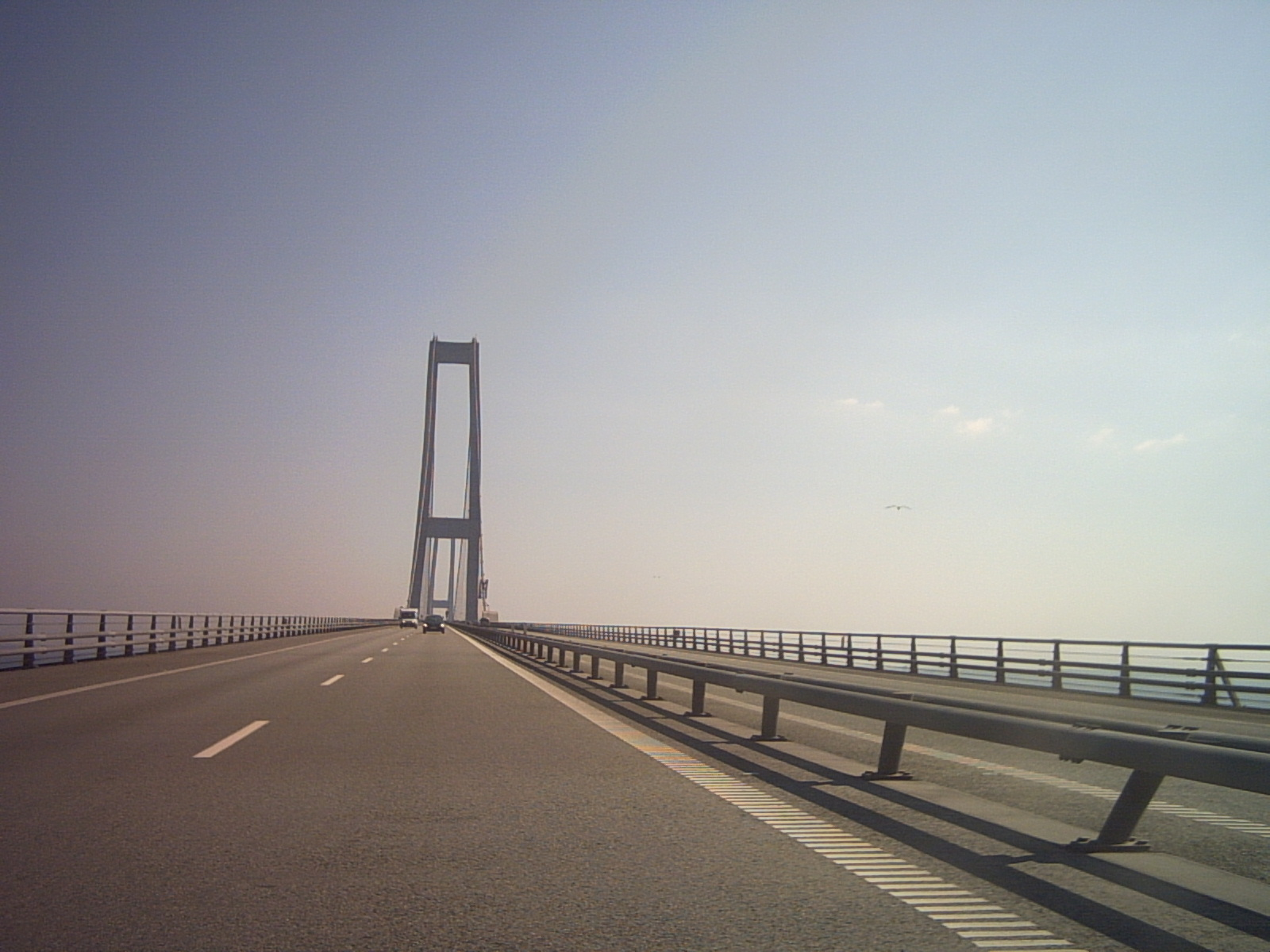
맑은 날 다리
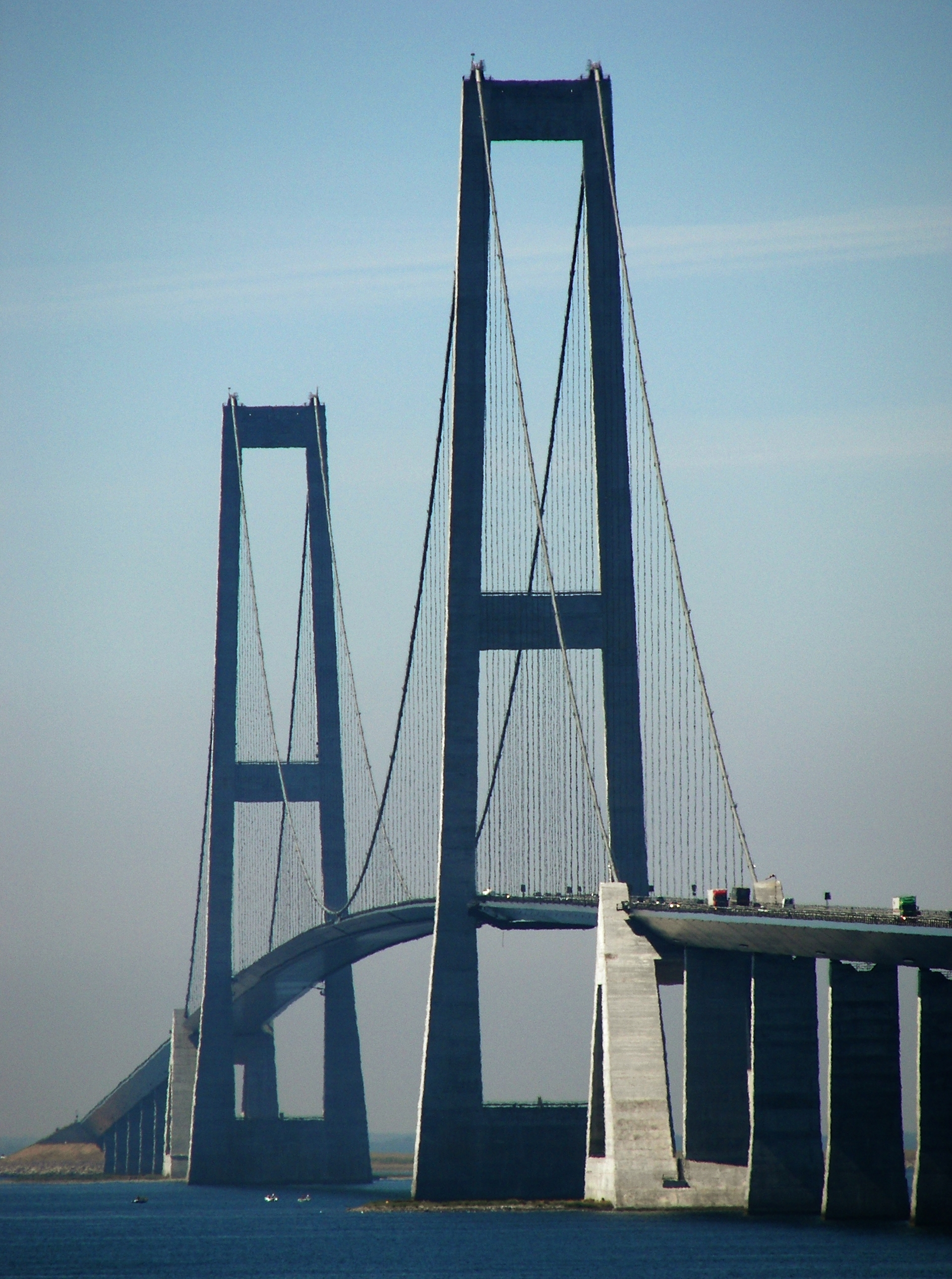
두 교각
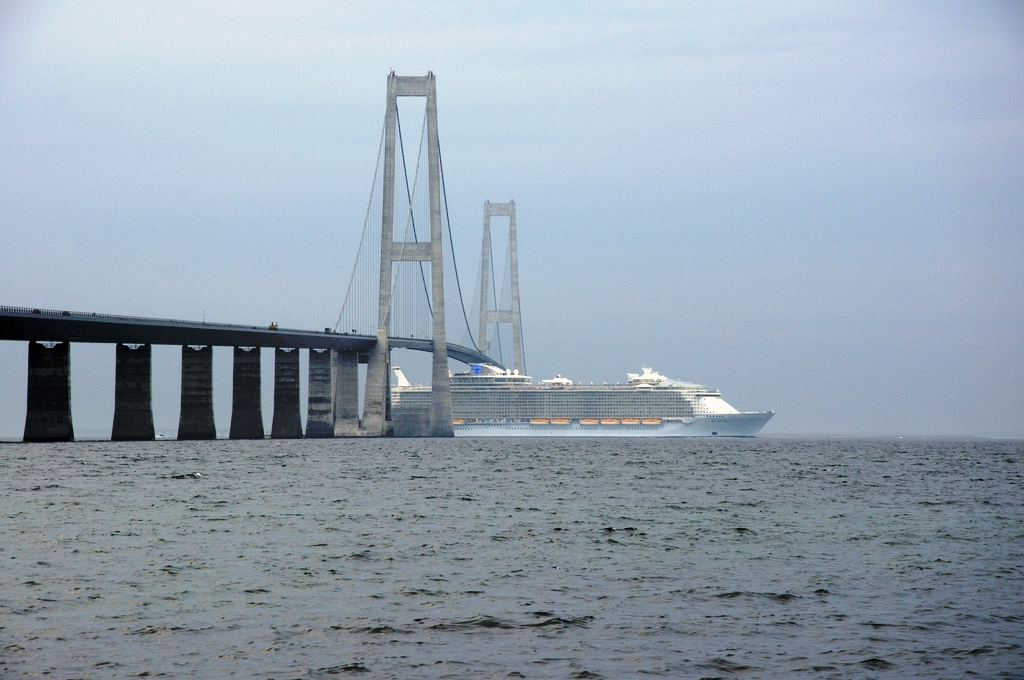
교량 아래를 지나는 선박
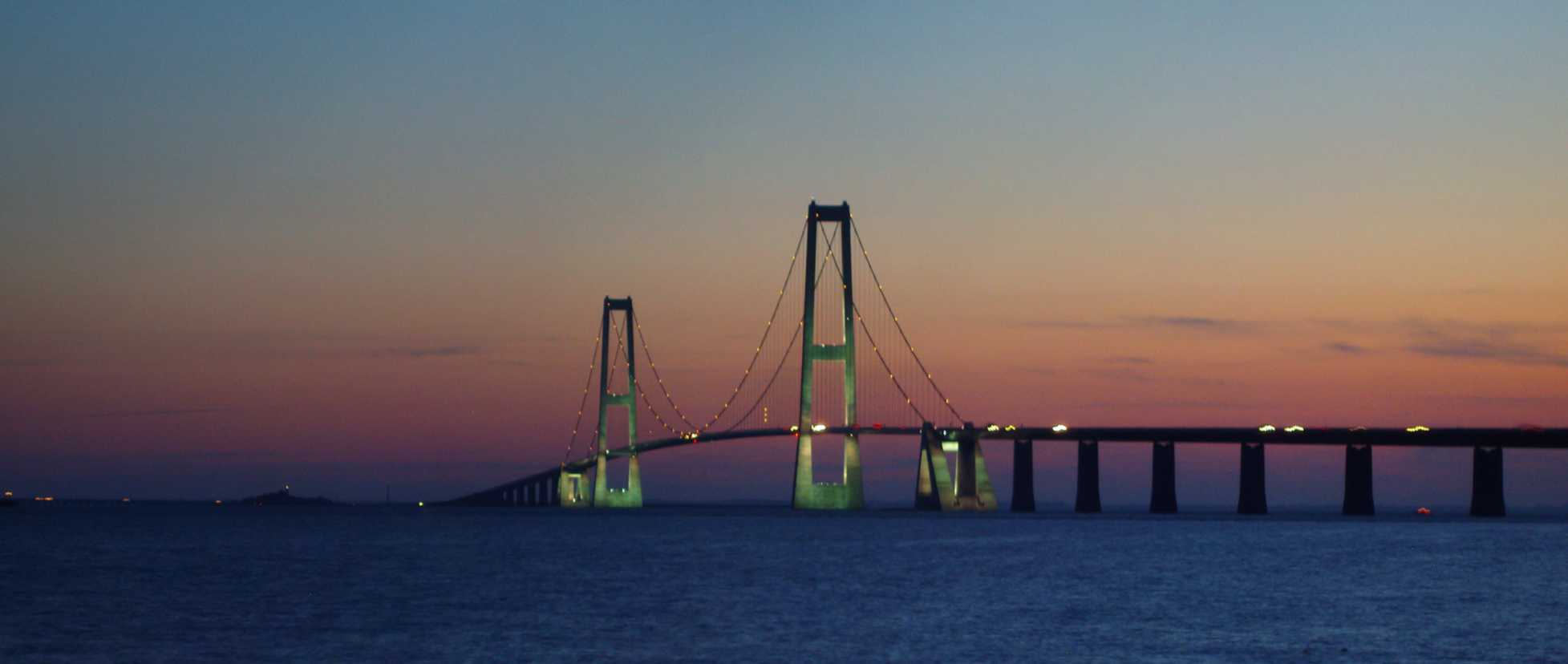
주간의 다리
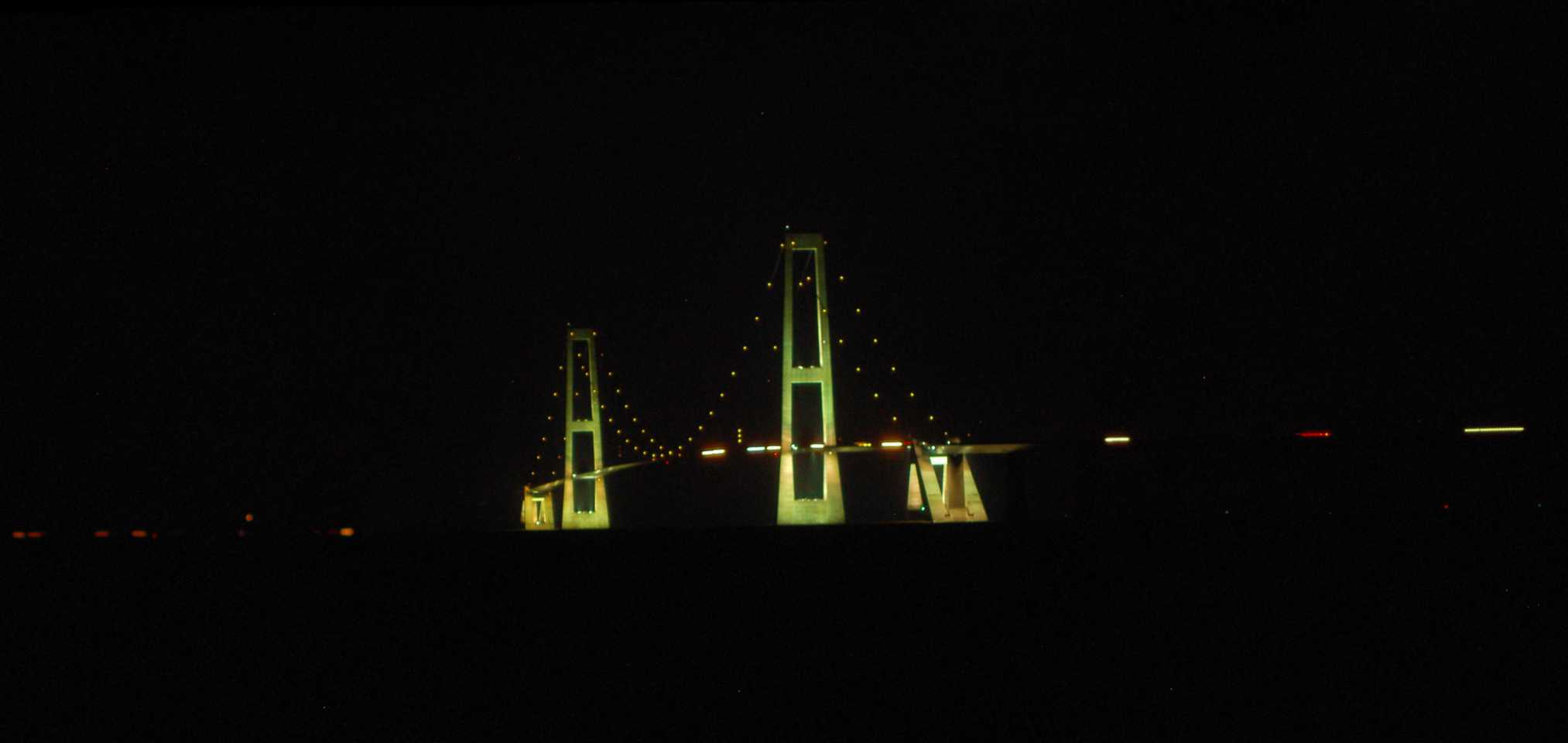
야간의 다리

## 같이 보기
- 외레순 다리
- 페마른벨트 해협 다리